# Bağlarbaşı, Yalvaç
Bağlarbaşı là một xã thuộc huyện Yalvaç, tỉnh Isparta, Thổ Nhĩ Kỳ. Dân số thời điểm năm 2011 là 453 người.